# Escola de Artes Visuais do Parque Lage
L'Escola de Artes Visuais do Parque Lage (litt. « université des arts visuels de Parque Lage ») est une école du Brésil fondée en 1975 à Rio de Janeiro à partir de l'Instituto de Belas Artes do Rio de Janeiro. Elle est située dans le parque Lage.